# Hesperomyia
Hesperomyia – rodzaj muchówek z rodziny rączycowatych (Tachinidae).

## Wybrane gatunki
- H. erythrocera Brauer & Bergenstamm, 1889
- H. petiolata (Townsend, 1919)[1]